# Baleia-comum
A baleia-comum (Balaenoptera physalus), também chamada de baleia-fin e rorqual-comum, é um mamífero marinho que pertence à família dos balenopterídeos, da ordem dos cetáceos. É o segundo maior animal existente, depois da baleia-azul, podendo atingir um comprimento de até 25,9 metros, embora haja relatos de espécimes com 27,3 m.
Longo e esguio, o corpo da baleia-comum é cinza-amarronzado e sua parte inferior é esbranquiçada. Existem ao menos duas subespécies distintas: a baleia-comum-do-norte, encontrada no Atlântico Norte, e a baleia-comum-antártica do Oceano Antártico. É encontrada em todos os principais oceanos, das águas polares às tropicais. A espécie está ausente somente nas águas próximas aos blocos de gelo dos pólos norte e sul e áreas relativamente pequenas de águas afastadas do alto mar. A maior densidade populacional da baleia-comum ocorre em águas frias e temperadas. Sua alimentação consiste de pequenos cardumes de peixe, lulas e crustáceos como os misidáceos e o krill.
Assim como todas as outras grandes baleias, a baleia-comum foi caçada em larga escala durante o século XX e está listada entre as espécies ameaçadas de extinção. A Comissão Baleeira Internacional (CBI) obteve uma moratória para a pesca comercial dessa baleia, embora países como a Islândia, Noruega e Japão ainda continuem a caça em determinadas épocas do ano. Para a temporada de 2008, o Japão tencionava matar aproximadamente 1 000 baleias — 850 baleias-minke, 50 baleias-comuns e 50 baleias-jubartes — mas esse número poderá ser menor em virtude de cortes financeiros provocados por protestos ambientais. A espécie também é caçada por aborígenes groenlandeses, através do programa de Pesca de Subsistência Aborígene comandado pela CBI. Em 2007, o programa matou 377 baleias, das quais 12 eram baleias-comuns. Colisões com navios e ruídos da atividade humana nos oceanos também constituem uma significante ameaça para a recuperação da espécie.

## Taxonomia
|  | B. bonaerensis (baleia-mink-comum)       |
|  |                                          |
|  | B. acutorostrata (baleia-mink-antártica) |
|  |                                          |

|  | \| \| B. borealis (baleia-sei) \| \| \| \| \| \| B. brydei (baleia-de-bryde) \| \| \| \| |
|  |                                                                                          |
|  | B. borealis (baleia-sei)                                                                 |
|  |                                                                                          |
|  | B. brydei (baleia-de-bryde)                                                              |
|  |                                                                                          |

|  | B. borealis (baleia-sei)    |
|  |                             |
|  | B. brydei (baleia-de-bryde) |
|  |                             |

|  | \| \| B. borealis (baleia-sei) \| \| \| \| \| \| B. brydei (baleia-de-bryde) \| \| \| \| |
|  |                                                                                          |
|  | B. borealis (baleia-sei)                                                                 |
|  |                                                                                          |
|  | B. brydei (baleia-de-bryde)                                                              |
|  |                                                                                          |

|  | B. borealis (baleia-sei)    |
|  |                             |
|  | B. brydei (baleia-de-bryde) |
|  |                             |

|  | \| \| B. borealis (baleia-sei) \| \| \| \| \| \| B. brydei (baleia-de-bryde) \| \| \| \| |
|  |                                                                                          |
|  | B. borealis (baleia-sei)                                                                 |
|  |                                                                                          |
|  | B. brydei (baleia-de-bryde)                                                              |
|  |                                                                                          |

|  | B. borealis (baleia-sei)    |
|  |                             |
|  | B. brydei (baleia-de-bryde) |
|  |                             |

|  | \| \| B. borealis (baleia-sei) \| \| \| \| \| \| B. brydei (baleia-de-bryde) \| \| \| \| |
|  |                                                                                          |
|  | B. borealis (baleia-sei)                                                                 |
|  |                                                                                          |
|  | B. brydei (baleia-de-bryde)                                                              |
|  |                                                                                          |

|  | B. borealis (baleia-sei)    |
|  |                             |
|  | B. brydei (baleia-de-bryde) |
|  |                             |

|  | \| \| B. borealis (baleia-sei) \| \| \| \| \| \| B. brydei (baleia-de-bryde) \| \| \| \| |
|  |                                                                                          |
|  | B. borealis (baleia-sei)                                                                 |
|  |                                                                                          |
|  | B. brydei (baleia-de-bryde)                                                              |
|  |                                                                                          |

|  | B. borealis (baleia-sei)    |
|  |                             |
|  | B. brydei (baleia-de-bryde) |
|  |                             |

|  | \| \| B. borealis (baleia-sei) \| \| \| \| \| \| B. brydei (baleia-de-bryde) \| \| \| \| |
|  |                                                                                          |
|  | B. borealis (baleia-sei)                                                                 |
|  |                                                                                          |
|  | B. brydei (baleia-de-bryde)                                                              |
|  |                                                                                          |

|  | B. borealis (baleia-sei)    |
|  |                             |
|  | B. brydei (baleia-de-bryde) |
|  |                             |

|  | \| \| B. borealis (baleia-sei) \| \| \| \| \| \| B. brydei (baleia-de-bryde) \| \| \| \| |
|  |                                                                                          |
|  | B. borealis (baleia-sei)                                                                 |
|  |                                                                                          |
|  | B. brydei (baleia-de-bryde)                                                              |
|  |                                                                                          |

|  | B. borealis (baleia-sei)    |
|  |                             |
|  | B. brydei (baleia-de-bryde) |
|  |                             |

|  | \| \| B. borealis (baleia-sei) \| \| \| \| \| \| B. brydei (baleia-de-bryde) \| \| \| \| |
|  |                                                                                          |
|  | B. borealis (baleia-sei)                                                                 |
|  |                                                                                          |
|  | B. brydei (baleia-de-bryde)                                                              |
|  |                                                                                          |

|  | B. borealis (baleia-sei)    |
|  |                             |
|  | B. brydei (baleia-de-bryde) |
|  |                             |

|  | \| \| B. borealis (baleia-sei) \| \| \| \| \| \| B. brydei (baleia-de-bryde) \| \| \| \| |
|  |                                                                                          |
|  | B. borealis (baleia-sei)                                                                 |
|  |                                                                                          |
|  | B. brydei (baleia-de-bryde)                                                              |
|  |                                                                                          |

|  | B. borealis (baleia-sei)    |
|  |                             |
|  | B. brydei (baleia-de-bryde) |
|  |                             |

|  | \| \| B. borealis (baleia-sei) \| \| \| \| \| \| B. brydei (baleia-de-bryde) \| \| \| \| |
|  |                                                                                          |
|  | B. borealis (baleia-sei)                                                                 |
|  |                                                                                          |
|  | B. brydei (baleia-de-bryde)                                                              |
|  |                                                                                          |

|  | B. borealis (baleia-sei)    |
|  |                             |
|  | B. brydei (baleia-de-bryde) |
|  |                             |

|  | \| \| B. borealis (baleia-sei) \| \| \| \| \| \| B. brydei (baleia-de-bryde) \| \| \| \| |
|  |                                                                                          |
|  | B. borealis (baleia-sei)                                                                 |
|  |                                                                                          |
|  | B. brydei (baleia-de-bryde)                                                              |
|  |                                                                                          |

|  | B. borealis (baleia-sei)    |
|  |                             |
|  | B. brydei (baleia-de-bryde) |
|  |                             |

|  | \| \| B. borealis (baleia-sei) \| \| \| \| \| \| B. brydei (baleia-de-bryde) \| \| \| \| |
|  |                                                                                          |
|  | B. borealis (baleia-sei)                                                                 |
|  |                                                                                          |
|  | B. brydei (baleia-de-bryde)                                                              |
|  |                                                                                          |

|  | B. borealis (baleia-sei)    |
|  |                             |
|  | B. brydei (baleia-de-bryde) |
|  |                             |

|  | \| \| B. borealis (baleia-sei) \| \| \| \| \| \| B. brydei (baleia-de-bryde) \| \| \| \| |
|  |                                                                                          |
|  | B. borealis (baleia-sei)                                                                 |
|  |                                                                                          |
|  | B. brydei (baleia-de-bryde)                                                              |
|  |                                                                                          |

|  | B. borealis (baleia-sei)    |
|  |                             |
|  | B. brydei (baleia-de-bryde) |
|  |                             |

|  | \| \| B. borealis (baleia-sei) \| \| \| \| \| \| B. brydei (baleia-de-bryde) \| \| \| \| |
|  |                                                                                          |
|  | B. borealis (baleia-sei)                                                                 |
|  |                                                                                          |
|  | B. brydei (baleia-de-bryde)                                                              |
|  |                                                                                          |

|  | B. borealis (baleia-sei)    |
|  |                             |
|  | B. brydei (baleia-de-bryde) |
|  |                             |

|  | \| \| B. borealis (baleia-sei) \| \| \| \| \| \| B. brydei (baleia-de-bryde) \| \| \| \| |
|  |                                                                                          |
|  | B. borealis (baleia-sei)                                                                 |
|  |                                                                                          |
|  | B. brydei (baleia-de-bryde)                                                              |
|  |                                                                                          |

|  | B. borealis (baleia-sei)    |
|  |                             |
|  | B. brydei (baleia-de-bryde) |
|  |                             |

|  | \| \| B. borealis (baleia-sei) \| \| \| \| \| \| B. brydei (baleia-de-bryde) \| \| \| \| |
|  |                                                                                          |
|  | B. borealis (baleia-sei)                                                                 |
|  |                                                                                          |
|  | B. brydei (baleia-de-bryde)                                                              |
|  |                                                                                          |

|  | B. borealis (baleia-sei)    |
|  |                             |
|  | B. brydei (baleia-de-bryde) |
|  |                             |

|  | \| \| B. musculus (baleia-azul) \| \| \| \| \| \| Megaptera novaeangliae (baleia-jubarte) \| \| \| \| \| \| Eschrichtius robustus (baleia-cinzenta) \| \| \| \| |
|  | |
|  | B. musculus (baleia-azul) |
|  | |
|  | Megaptera novaeangliae (baleia-jubarte) |
|  | |
|  | Eschrichtius robustus (baleia-cinzenta) |
|  | |

|  | B. musculus (baleia-azul)               |
|  |                                         |
|  | Megaptera novaeangliae (baleia-jubarte) |
|  |                                         |
|  | Eschrichtius robustus (baleia-cinzenta) |
|  |                                         |

|  | \| \| B. borealis (baleia-sei) \| \| \| \| \| \| B. brydei (baleia-de-bryde) \| \| \| \| |
|  |                                                                                          |
|  | B. borealis (baleia-sei)                                                                 |
|  |                                                                                          |
|  | B. brydei (baleia-de-bryde)                                                              |
|  |                                                                                          |

|  | B. borealis (baleia-sei)    |
|  |                             |
|  | B. brydei (baleia-de-bryde) |
|  |                             |

|  | \| \| B. borealis (baleia-sei) \| \| \| \| \| \| B. brydei (baleia-de-bryde) \| \| \| \| |
|  |                                                                                          |
|  | B. borealis (baleia-sei)                                                                 |
|  |                                                                                          |
|  | B. brydei (baleia-de-bryde)                                                              |
|  |                                                                                          |

|  | B. borealis (baleia-sei)    |
|  |                             |
|  | B. brydei (baleia-de-bryde) |
|  |                             |

|  | \| \| B. borealis (baleia-sei) \| \| \| \| \| \| B. brydei (baleia-de-bryde) \| \| \| \| |
|  |                                                                                          |
|  | B. borealis (baleia-sei)                                                                 |
|  |                                                                                          |
|  | B. brydei (baleia-de-bryde)                                                              |
|  |                                                                                          |

|  | B. borealis (baleia-sei)    |
|  |                             |
|  | B. brydei (baleia-de-bryde) |
|  |                             |

|  | \| \| B. borealis (baleia-sei) \| \| \| \| \| \| B. brydei (baleia-de-bryde) \| \| \| \| |
|  |                                                                                          |
|  | B. borealis (baleia-sei)                                                                 |
|  |                                                                                          |
|  | B. brydei (baleia-de-bryde)                                                              |
|  |                                                                                          |

|  | B. borealis (baleia-sei)    |
|  |                             |
|  | B. brydei (baleia-de-bryde) |
|  |                             |

|  | \| \| B. borealis (baleia-sei) \| \| \| \| \| \| B. brydei (baleia-de-bryde) \| \| \| \| |
|  |                                                                                          |
|  | B. borealis (baleia-sei)                                                                 |
|  |                                                                                          |
|  | B. brydei (baleia-de-bryde)                                                              |
|  |                                                                                          |

|  | B. borealis (baleia-sei)    |
|  |                             |
|  | B. brydei (baleia-de-bryde) |
|  |                             |

|  | \| \| B. borealis (baleia-sei) \| \| \| \| \| \| B. brydei (baleia-de-bryde) \| \| \| \| |
|  |                                                                                          |
|  | B. borealis (baleia-sei)                                                                 |
|  |                                                                                          |
|  | B. brydei (baleia-de-bryde)                                                              |
|  |                                                                                          |

|  | B. borealis (baleia-sei)    |
|  |                             |
|  | B. brydei (baleia-de-bryde) |
|  |                             |

|  | \| \| B. borealis (baleia-sei) \| \| \| \| \| \| B. brydei (baleia-de-bryde) \| \| \| \| |
|  |                                                                                          |
|  | B. borealis (baleia-sei)                                                                 |
|  |                                                                                          |
|  | B. brydei (baleia-de-bryde)                                                              |
|  |                                                                                          |

|  | B. borealis (baleia-sei)    |
|  |                             |
|  | B. brydei (baleia-de-bryde) |
|  |                             |

|  | \| \| B. borealis (baleia-sei) \| \| \| \| \| \| B. brydei (baleia-de-bryde) \| \| \| \| |
|  |                                                                                          |
|  | B. borealis (baleia-sei)                                                                 |
|  |                                                                                          |
|  | B. brydei (baleia-de-bryde)                                                              |
|  |                                                                                          |

|  | B. borealis (baleia-sei)    |
|  |                             |
|  | B. brydei (baleia-de-bryde) |
|  |                             |

|  | \| \| B. borealis (baleia-sei) \| \| \| \| \| \| B. brydei (baleia-de-bryde) \| \| \| \| |
|  |                                                                                          |
|  | B. borealis (baleia-sei)                                                                 |
|  |                                                                                          |
|  | B. brydei (baleia-de-bryde)                                                              |
|  |                                                                                          |

|  | B. borealis (baleia-sei)    |
|  |                             |
|  | B. brydei (baleia-de-bryde) |
|  |                             |

|  | \| \| B. borealis (baleia-sei) \| \| \| \| \| \| B. brydei (baleia-de-bryde) \| \| \| \| |
|  |                                                                                          |
|  | B. borealis (baleia-sei)                                                                 |
|  |                                                                                          |
|  | B. brydei (baleia-de-bryde)                                                              |
|  |                                                                                          |

|  | B. borealis (baleia-sei)    |
|  |                             |
|  | B. brydei (baleia-de-bryde) |
|  |                             |

|  | \| \| B. borealis (baleia-sei) \| \| \| \| \| \| B. brydei (baleia-de-bryde) \| \| \| \| |
|  |                                                                                          |
|  | B. borealis (baleia-sei)                                                                 |
|  |                                                                                          |
|  | B. brydei (baleia-de-bryde)                                                              |
|  |                                                                                          |

|  | B. borealis (baleia-sei)    |
|  |                             |
|  | B. brydei (baleia-de-bryde) |
|  |                             |

|  | \| \| B. borealis (baleia-sei) \| \| \| \| \| \| B. brydei (baleia-de-bryde) \| \| \| \| |
|  |                                                                                          |
|  | B. borealis (baleia-sei)                                                                 |
|  |                                                                                          |
|  | B. brydei (baleia-de-bryde)                                                              |
|  |                                                                                          |

|  | B. borealis (baleia-sei)    |
|  |                             |
|  | B. brydei (baleia-de-bryde) |
|  |                             |

|  | \| \| B. borealis (baleia-sei) \| \| \| \| \| \| B. brydei (baleia-de-bryde) \| \| \| \| |
|  |                                                                                          |
|  | B. borealis (baleia-sei)                                                                 |
|  |                                                                                          |
|  | B. brydei (baleia-de-bryde)                                                              |
|  |                                                                                          |

|  | B. borealis (baleia-sei)    |
|  |                             |
|  | B. brydei (baleia-de-bryde) |
|  |                             |

|  | \| \| B. borealis (baleia-sei) \| \| \| \| \| \| B. brydei (baleia-de-bryde) \| \| \| \| |
|  |                                                                                          |
|  | B. borealis (baleia-sei)                                                                 |
|  |                                                                                          |
|  | B. brydei (baleia-de-bryde)                                                              |
|  |                                                                                          |

|  | B. borealis (baleia-sei)    |
|  |                             |
|  | B. brydei (baleia-de-bryde) |
|  |                             |

|  | \| \| B. borealis (baleia-sei) \| \| \| \| \| \| B. brydei (baleia-de-bryde) \| \| \| \| |
|  |                                                                                          |
|  | B. borealis (baleia-sei)                                                                 |
|  |                                                                                          |
|  | B. brydei (baleia-de-bryde)                                                              |
|  |                                                                                          |

|  | B. borealis (baleia-sei)    |
|  |                             |
|  | B. brydei (baleia-de-bryde) |
|  |                             |

|  | \| \| B. borealis (baleia-sei) \| \| \| \| \| \| B. brydei (baleia-de-bryde) \| \| \| \| |
|  |                                                                                          |
|  | B. borealis (baleia-sei)                                                                 |
|  |                                                                                          |
|  | B. brydei (baleia-de-bryde)                                                              |
|  |                                                                                          |

|  | B. borealis (baleia-sei)    |
|  |                             |
|  | B. brydei (baleia-de-bryde) |
|  |                             |

|  | \| \| B. musculus (baleia-azul) \| \| \| \| \| \| Megaptera novaeangliae (baleia-jubarte) \| \| \| \| \| \| Eschrichtius robustus (baleia-cinzenta) \| \| \| \| |
|  | |
|  | B. musculus (baleia-azul) |
|  | |
|  | Megaptera novaeangliae (baleia-jubarte) |
|  | |
|  | Eschrichtius robustus (baleia-cinzenta) |
|  | |

|  | B. musculus (baleia-azul)               |
|  |                                         |
|  | Megaptera novaeangliae (baleia-jubarte) |
|  |                                         |
|  | Eschrichtius robustus (baleia-cinzenta) |
|  |                                         |

|  | \| \| B. borealis (baleia-sei) \| \| \| \| \| \| B. brydei (baleia-de-bryde) \| \| \| \| |
|  |                                                                                          |
|  | B. borealis (baleia-sei)                                                                 |
|  |                                                                                          |
|  | B. brydei (baleia-de-bryde)                                                              |
|  |                                                                                          |

|  | B. borealis (baleia-sei)    |
|  |                             |
|  | B. brydei (baleia-de-bryde) |
|  |                             |

|  | \| \| B. borealis (baleia-sei) \| \| \| \| \| \| B. brydei (baleia-de-bryde) \| \| \| \| |
|  |                                                                                          |
|  | B. borealis (baleia-sei)                                                                 |
|  |                                                                                          |
|  | B. brydei (baleia-de-bryde)                                                              |
|  |                                                                                          |

|  | B. borealis (baleia-sei)    |
|  |                             |
|  | B. brydei (baleia-de-bryde) |
|  |                             |

|  | \| \| B. borealis (baleia-sei) \| \| \| \| \| \| B. brydei (baleia-de-bryde) \| \| \| \| |
|  |                                                                                          |
|  | B. borealis (baleia-sei)                                                                 |
|  |                                                                                          |
|  | B. brydei (baleia-de-bryde)                                                              |
|  |                                                                                          |

|  | B. borealis (baleia-sei)    |
|  |                             |
|  | B. brydei (baleia-de-bryde) |
|  |                             |

|  | \| \| B. borealis (baleia-sei) \| \| \| \| \| \| B. brydei (baleia-de-bryde) \| \| \| \| |
|  |                                                                                          |
|  | B. borealis (baleia-sei)                                                                 |
|  |                                                                                          |
|  | B. brydei (baleia-de-bryde)                                                              |
|  |                                                                                          |

|  | B. borealis (baleia-sei)    |
|  |                             |
|  | B. brydei (baleia-de-bryde) |
|  |                             |

|  | \| \| B. borealis (baleia-sei) \| \| \| \| \| \| B. brydei (baleia-de-bryde) \| \| \| \| |
|  |                                                                                          |
|  | B. borealis (baleia-sei)                                                                 |
|  |                                                                                          |
|  | B. brydei (baleia-de-bryde)                                                              |
|  |                                                                                          |

|  | B. borealis (baleia-sei)    |
|  |                             |
|  | B. brydei (baleia-de-bryde) |
|  |                             |

|  | \| \| B. borealis (baleia-sei) \| \| \| \| \| \| B. brydei (baleia-de-bryde) \| \| \| \| |
|  |                                                                                          |
|  | B. borealis (baleia-sei)                                                                 |
|  |                                                                                          |
|  | B. brydei (baleia-de-bryde)                                                              |
|  |                                                                                          |

|  | B. borealis (baleia-sei)    |
|  |                             |
|  | B. brydei (baleia-de-bryde) |
|  |                             |

|  | \| \| B. borealis (baleia-sei) \| \| \| \| \| \| B. brydei (baleia-de-bryde) \| \| \| \| |
|  |                                                                                          |
|  | B. borealis (baleia-sei)                                                                 |
|  |                                                                                          |
|  | B. brydei (baleia-de-bryde)                                                              |
|  |                                                                                          |

|  | B. borealis (baleia-sei)    |
|  |                             |
|  | B. brydei (baleia-de-bryde) |
|  |                             |

|  | \| \| B. borealis (baleia-sei) \| \| \| \| \| \| B. brydei (baleia-de-bryde) \| \| \| \| |
|  |                                                                                          |
|  | B. borealis (baleia-sei)                                                                 |
|  |                                                                                          |
|  | B. brydei (baleia-de-bryde)                                                              |
|  |                                                                                          |

|  | B. borealis (baleia-sei)    |
|  |                             |
|  | B. brydei (baleia-de-bryde) |
|  |                             |

|  | \| \| B. borealis (baleia-sei) \| \| \| \| \| \| B. brydei (baleia-de-bryde) \| \| \| \| |
|  |                                                                                          |
|  | B. borealis (baleia-sei)                                                                 |
|  |                                                                                          |
|  | B. brydei (baleia-de-bryde)                                                              |
|  |                                                                                          |

|  | B. borealis (baleia-sei)    |
|  |                             |
|  | B. brydei (baleia-de-bryde) |
|  |                             |

|  | \| \| B. borealis (baleia-sei) \| \| \| \| \| \| B. brydei (baleia-de-bryde) \| \| \| \| |
|  |                                                                                          |
|  | B. borealis (baleia-sei)                                                                 |
|  |                                                                                          |
|  | B. brydei (baleia-de-bryde)                                                              |
|  |                                                                                          |

|  | B. borealis (baleia-sei)    |
|  |                             |
|  | B. brydei (baleia-de-bryde) |
|  |                             |

|  | \| \| B. borealis (baleia-sei) \| \| \| \| \| \| B. brydei (baleia-de-bryde) \| \| \| \| |
|  |                                                                                          |
|  | B. borealis (baleia-sei)                                                                 |
|  |                                                                                          |
|  | B. brydei (baleia-de-bryde)                                                              |
|  |                                                                                          |

|  | B. borealis (baleia-sei)    |
|  |                             |
|  | B. brydei (baleia-de-bryde) |
|  |                             |

|  | \| \| B. borealis (baleia-sei) \| \| \| \| \| \| B. brydei (baleia-de-bryde) \| \| \| \| |
|  |                                                                                          |
|  | B. borealis (baleia-sei)                                                                 |
|  |                                                                                          |
|  | B. brydei (baleia-de-bryde)                                                              |
|  |                                                                                          |

|  | B. borealis (baleia-sei)    |
|  |                             |
|  | B. brydei (baleia-de-bryde) |
|  |                             |

|  | \| \| B. borealis (baleia-sei) \| \| \| \| \| \| B. brydei (baleia-de-bryde) \| \| \| \| |
|  |                                                                                          |
|  | B. borealis (baleia-sei)                                                                 |
|  |                                                                                          |
|  | B. brydei (baleia-de-bryde)                                                              |
|  |                                                                                          |

|  | B. borealis (baleia-sei)    |
|  |                             |
|  | B. brydei (baleia-de-bryde) |
|  |                             |

|  | \| \| B. borealis (baleia-sei) \| \| \| \| \| \| B. brydei (baleia-de-bryde) \| \| \| \| |
|  |                                                                                          |
|  | B. borealis (baleia-sei)                                                                 |
|  |                                                                                          |
|  | B. brydei (baleia-de-bryde)                                                              |
|  |                                                                                          |

|  | B. borealis (baleia-sei)    |
|  |                             |
|  | B. brydei (baleia-de-bryde) |
|  |                             |

|  | \| \| B. borealis (baleia-sei) \| \| \| \| \| \| B. brydei (baleia-de-bryde) \| \| \| \| |
|  |                                                                                          |
|  | B. borealis (baleia-sei)                                                                 |
|  |                                                                                          |
|  | B. brydei (baleia-de-bryde)                                                              |
|  |                                                                                          |

|  | B. borealis (baleia-sei)    |
|  |                             |
|  | B. brydei (baleia-de-bryde) |
|  |                             |

|  | \| \| B. borealis (baleia-sei) \| \| \| \| \| \| B. brydei (baleia-de-bryde) \| \| \| \| |
|  |                                                                                          |
|  | B. borealis (baleia-sei)                                                                 |
|  |                                                                                          |
|  | B. brydei (baleia-de-bryde)                                                              |
|  |                                                                                          |

|  | B. borealis (baleia-sei)    |
|  |                             |
|  | B. brydei (baleia-de-bryde) |
|  |                             |

|  | \| \| B. musculus (baleia-azul) \| \| \| \| \| \| Megaptera novaeangliae (baleia-jubarte) \| \| \| \| \| \| Eschrichtius robustus (baleia-cinzenta) \| \| \| \| |
|  | |
|  | B. musculus (baleia-azul) |
|  | |
|  | Megaptera novaeangliae (baleia-jubarte) |
|  | |
|  | Eschrichtius robustus (baleia-cinzenta) |
|  | |

|  | B. musculus (baleia-azul)               |
|  |                                         |
|  | Megaptera novaeangliae (baleia-jubarte) |
|  |                                         |
|  | Eschrichtius robustus (baleia-cinzenta) |
|  |                                         |

|  | \| \| B. borealis (baleia-sei) \| \| \| \| \| \| B. brydei (baleia-de-bryde) \| \| \| \| |
|  |                                                                                          |
|  | B. borealis (baleia-sei)                                                                 |
|  |                                                                                          |
|  | B. brydei (baleia-de-bryde)                                                              |
|  |                                                                                          |

|  | B. borealis (baleia-sei)    |
|  |                             |
|  | B. brydei (baleia-de-bryde) |
|  |                             |

|  | \| \| B. borealis (baleia-sei) \| \| \| \| \| \| B. brydei (baleia-de-bryde) \| \| \| \| |
|  |                                                                                          |
|  | B. borealis (baleia-sei)                                                                 |
|  |                                                                                          |
|  | B. brydei (baleia-de-bryde)                                                              |
|  |                                                                                          |

|  | B. borealis (baleia-sei)    |
|  |                             |
|  | B. brydei (baleia-de-bryde) |
|  |                             |

|  | \| \| B. borealis (baleia-sei) \| \| \| \| \| \| B. brydei (baleia-de-bryde) \| \| \| \| |
|  |                                                                                          |
|  | B. borealis (baleia-sei)                                                                 |
|  |                                                                                          |
|  | B. brydei (baleia-de-bryde)                                                              |
|  |                                                                                          |

|  | B. borealis (baleia-sei)    |
|  |                             |
|  | B. brydei (baleia-de-bryde) |
|  |                             |

|  | \| \| B. borealis (baleia-sei) \| \| \| \| \| \| B. brydei (baleia-de-bryde) \| \| \| \| |
|  |                                                                                          |
|  | B. borealis (baleia-sei)                                                                 |
|  |                                                                                          |
|  | B. brydei (baleia-de-bryde)                                                              |
|  |                                                                                          |

|  | B. borealis (baleia-sei)    |
|  |                             |
|  | B. brydei (baleia-de-bryde) |
|  |                             |

|  | \| \| B. borealis (baleia-sei) \| \| \| \| \| \| B. brydei (baleia-de-bryde) \| \| \| \| |
|  |                                                                                          |
|  | B. borealis (baleia-sei)                                                                 |
|  |                                                                                          |
|  | B. brydei (baleia-de-bryde)                                                              |
|  |                                                                                          |

|  | B. borealis (baleia-sei)    |
|  |                             |
|  | B. brydei (baleia-de-bryde) |
|  |                             |

|  | \| \| B. borealis (baleia-sei) \| \| \| \| \| \| B. brydei (baleia-de-bryde) \| \| \| \| |
|  |                                                                                          |
|  | B. borealis (baleia-sei)                                                                 |
|  |                                                                                          |
|  | B. brydei (baleia-de-bryde)                                                              |
|  |                                                                                          |

|  | B. borealis (baleia-sei)    |
|  |                             |
|  | B. brydei (baleia-de-bryde) |
|  |                             |

|  | \| \| B. borealis (baleia-sei) \| \| \| \| \| \| B. brydei (baleia-de-bryde) \| \| \| \| |
|  |                                                                                          |
|  | B. borealis (baleia-sei)                                                                 |
|  |                                                                                          |
|  | B. brydei (baleia-de-bryde)                                                              |
|  |                                                                                          |

|  | B. borealis (baleia-sei)    |
|  |                             |
|  | B. brydei (baleia-de-bryde) |
|  |                             |

|  | \| \| B. borealis (baleia-sei) \| \| \| \| \| \| B. brydei (baleia-de-bryde) \| \| \| \| |
|  |                                                                                          |
|  | B. borealis (baleia-sei)                                                                 |
|  |                                                                                          |
|  | B. brydei (baleia-de-bryde)                                                              |
|  |                                                                                          |

|  | B. borealis (baleia-sei)    |
|  |                             |
|  | B. brydei (baleia-de-bryde) |
|  |                             |

|  | \| \| B. borealis (baleia-sei) \| \| \| \| \| \| B. brydei (baleia-de-bryde) \| \| \| \| |
|  |                                                                                          |
|  | B. borealis (baleia-sei)                                                                 |
|  |                                                                                          |
|  | B. brydei (baleia-de-bryde)                                                              |
|  |                                                                                          |

|  | B. borealis (baleia-sei)    |
|  |                             |
|  | B. brydei (baleia-de-bryde) |
|  |                             |

|  | \| \| B. borealis (baleia-sei) \| \| \| \| \| \| B. brydei (baleia-de-bryde) \| \| \| \| |
|  |                                                                                          |
|  | B. borealis (baleia-sei)                                                                 |
|  |                                                                                          |
|  | B. brydei (baleia-de-bryde)                                                              |
|  |                                                                                          |

|  | B. borealis (baleia-sei)    |
|  |                             |
|  | B. brydei (baleia-de-bryde) |
|  |                             |

|  | \| \| B. borealis (baleia-sei) \| \| \| \| \| \| B. brydei (baleia-de-bryde) \| \| \| \| |
|  |                                                                                          |
|  | B. borealis (baleia-sei)                                                                 |
|  |                                                                                          |
|  | B. brydei (baleia-de-bryde)                                                              |
|  |                                                                                          |

|  | B. borealis (baleia-sei)    |
|  |                             |
|  | B. brydei (baleia-de-bryde) |
|  |                             |

|  | \| \| B. borealis (baleia-sei) \| \| \| \| \| \| B. brydei (baleia-de-bryde) \| \| \| \| |
|  |                                                                                          |
|  | B. borealis (baleia-sei)                                                                 |
|  |                                                                                          |
|  | B. brydei (baleia-de-bryde)                                                              |
|  |                                                                                          |

|  | B. borealis (baleia-sei)    |
|  |                             |
|  | B. brydei (baleia-de-bryde) |
|  |                             |

|  | \| \| B. borealis (baleia-sei) \| \| \| \| \| \| B. brydei (baleia-de-bryde) \| \| \| \| |
|  |                                                                                          |
|  | B. borealis (baleia-sei)                                                                 |
|  |                                                                                          |
|  | B. brydei (baleia-de-bryde)                                                              |
|  |                                                                                          |

|  | B. borealis (baleia-sei)    |
|  |                             |
|  | B. brydei (baleia-de-bryde) |
|  |                             |

|  | \| \| B. borealis (baleia-sei) \| \| \| \| \| \| B. brydei (baleia-de-bryde) \| \| \| \| |
|  |                                                                                          |
|  | B. borealis (baleia-sei)                                                                 |
|  |                                                                                          |
|  | B. brydei (baleia-de-bryde)                                                              |
|  |                                                                                          |

|  | B. borealis (baleia-sei)    |
|  |                             |
|  | B. brydei (baleia-de-bryde) |
|  |                             |

|  | \| \| B. borealis (baleia-sei) \| \| \| \| \| \| B. brydei (baleia-de-bryde) \| \| \| \| |
|  |                                                                                          |
|  | B. borealis (baleia-sei)                                                                 |
|  |                                                                                          |
|  | B. brydei (baleia-de-bryde)                                                              |
|  |                                                                                          |

|  | B. borealis (baleia-sei)    |
|  |                             |
|  | B. brydei (baleia-de-bryde) |
|  |                             |

|  | \| \| B. borealis (baleia-sei) \| \| \| \| \| \| B. brydei (baleia-de-bryde) \| \| \| \| |
|  |                                                                                          |
|  | B. borealis (baleia-sei)                                                                 |
|  |                                                                                          |
|  | B. brydei (baleia-de-bryde)                                                              |
|  |                                                                                          |

|  | B. borealis (baleia-sei)    |
|  |                             |
|  | B. brydei (baleia-de-bryde) |
|  |                             |

|  | \| \| B. musculus (baleia-azul) \| \| \| \| \| \| Megaptera novaeangliae (baleia-jubarte) \| \| \| \| \| \| Eschrichtius robustus (baleia-cinzenta) \| \| \| \| |
|  | |
|  | B. musculus (baleia-azul) |
|  | |
|  | Megaptera novaeangliae (baleia-jubarte) |
|  | |
|  | Eschrichtius robustus (baleia-cinzenta) |
|  | |

|  | B. musculus (baleia-azul)               |
|  |                                         |
|  | Megaptera novaeangliae (baleia-jubarte) |
|  |                                         |
|  | Eschrichtius robustus (baleia-cinzenta) |
|  |                                         |

A baleia-comum é conhecida há muito tempo por taxonomistas. Ela foi primeiramente descrita por Frederik Martens em 1675 e, logo após, por Paul Dudley, em 1725. Essas descrições foram usadas como base para a Balaena physalus de Carlos Lineu (1758). O Conde de Lacépède a reclassificou como Balaenoptera physalus no começo do século XIX. O nome científico vem do grego physa, que significa soprar.[carece de fontes?]
As baleias-comuns são da família dos rorquais, ou balenopterídeos, que incluem a baleia-jubarte, a baleia-azul, a baleia-de-bryde, a baleia-sei (ou baleia-boreal) e a baleia-minke. A família Balenopteridae divergiu das outras famílias da subordem Mysticeti no Mioceno Médio. Porém, não se sabe quando os membros dessa família divergiram uns dos outros. Pelo menos ocasionalmente, há hibridação entre a baleia-azul e a baleia-comum no Atlântico Norte e no Pacífico Norte.
Em 2006, havia duas subespécies nomeadas, cada uma delas com diferentes características físicas e vocais. B. p. physalus (Linnaeus 1758), ou baleia-comum-do-norte, é encontrada no Atlântico Norte, e B. p. physalus (Fischer, 1829), ou baleia-comum-antártica, é encontrada no hemisfério Sul. A maioria dos cetologistas considera as baleias-comuns do Pacífico Norte como uma terceira subespécie ainda não nomeada. Em escala global, as três subespécies raramente se misturam.[carece de fontes?]

## Descrição e comportamento
A baleia-comum é comumente caracterizada por seu grande tamanho e corpo esbelto. A média de tamanho dos machos e fêmeas da espécie é de 19 e 20 metros, respectivamente. Subespécies no hemisfério norte são conhecidas por atingir comprimentos de até 24 metros, e as espécies antárticas, de até 26,8 metros. Ainda não há registros da pesagem de um espécime adulto, mas cálculos sugerem que um adulto de 25 metros pese em torno de 70 mil quilogramas, ou 70 toneladas. A maturidade física completa se atinge entre 25 e 30 anos, embora se saiba que essas baleias costumam viver até os 94 anos de idade. Uma baleia-comum recém-nascida mede aproximadamente 6,5 metros de comprimento e pesa aproximadamente 1 800 quilogramas. O grande tamanho ajuda na identificação do animal, que geralmente é confundido apenas com a baleia-azul, a baleia-sei ou, em águas quentes, com a baleia-de-bryde.[carece de fontes?]
A baleia-comum tem a parte de cima e lados de coloração cinza-amarronzada e a parte inferior esbranquiçada. Ela tem um focinho pontudo, espiráculos emparelhados e um amplo e achatado bico. Dois padrões em forma de V de coloração clara começam atrás dos espiráculos e seguem pelos lados em direção à cauda numa diagonal, inclinada para cima, até a barbatana dorsal, às vezes recurvando-se adiante nas costas. Ela tem uma marca branca na direita da mandíbula inferior, enquanto o lado esquerdo é cinza ou preto Apesar de poder ser ocasionalmente observada em baleias-minke, essa assimetria é universal na baleia-comum e rara entre os cetáceos, constituindo-se uma das chaves para a identificação dessa espécie. Uma hipótese que explica o desenvolvimento desta assimetria é a preferência da baleia em nadar em seu lado direito quando sobe à superfície para se lançar novamente à água, e circular à direita quando se encontra na superfície, acima de uma presa. Porém, geralmente outras baleias circulam à esquerda. Apesar da existência de várias hipóteses, nenhuma é aceita no meio científico para explicar essa assimetria.
A baleia tem uma série de 56 a 100 pregas ou sulcos ao longo da parte inferior do corpo que se espalham da ponta do queixo ao umbigo, o que permite que a área da garganta se expanda largamente durante a alimentação. Tem uma barbatana dorsal curva e proeminente (60 centímetros) sobre três quartos das costas. As suas barbatanas são pequenas e afiadas, e sua cauda é larga, pontuda, e com entalhes no centro.
Quando a baleia atinge a superfície, a barbatana dorsal é visível logo após o focinho. O focinho é vertical e estreito e pode alcançar 6 metros de comprimento. A baleia sopra de uma a várias vezes, pelos espiráculos, a cada visita à superfície, ficando próxima a esta por aproximadamente um minuto e meio a cada vez. A cauda permanece submergida durante a seqüência na superfície. Ela então mergulha à profundidade de até 250 metros, cada mergulho durando entre 10 e 15 minutos. As baleias-comuns são conhecidas por saltar completamente para fora da água.

### Reprodução
O encontro entre machos e fêmeas ocorre em mares e tem cerca de 3 reproduções sexuais por dia, a cada reprodução a baleia solta 2 mil litros de esperma e pelo menos mil litros vazam para o mar, e o período de gestação dura de onze meses a um ano. Um filhote desmama de sua mãe 6 ou 7 meses após o nascimento, quando alcança 11 ou 12 metros de comprimento, e o filhote acompanha a mãe para a área de alimentação de inverno. As fêmeas se reproduzem a cada 2 ou 3 anos, produzindo até 6 fetos, mas nascimentos únicos são mais comuns. As fêmeas alcançam a maturidade sexual entre 3 e 12 anos de idade.

### Alimentação

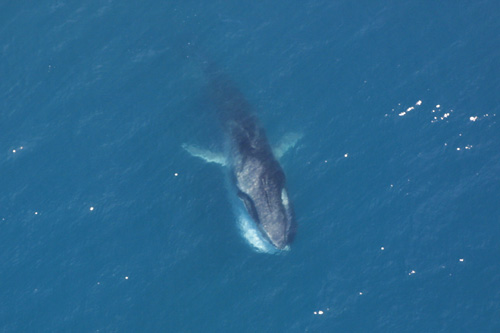
Vista aérea da baleia-comum se alimentando

A baleia-comum é um filtrador, alimentando-se de pequenos cardumes de peixe, lulas e crustáceos incluindo misidáceos e krill. Ela se alimenta pela abertura de suas mandíbulas enquanto nada a uma velocidade relativamente alta — 11 quilómetros por hora, segundo um estudo —, o que faz com que engolfe mais de 70 metros cúbicos de água em uma engolida. Ela então fecha suas mandíbulas e empurra a água de volta para fora através de suas barbas de baleia, o que permite que a água escoe enquanto captura as presas. Um adulto tem entre 262 e 473 barbas de baleia em cada lado da boca. Cada placa é composta por queratina, que se desfia em pequenos pêlos perto da língua. Cada placa chega a medir 76 centímetros de comprimento e 30 centímetros de largura.
A baleia realiza mergulhos rotineiros a profundidades maiores que 200 metros (650 pés), onde ela executa uma média de quatro "botes", alimentando-se de agregações de krill. Cada engolida fornece à baleia cerca de 10 quilogramas de krill. Uma baleia pode consumir até 1 800 quilogramas de comida por dia, o que levou os cientistas a concluir que a baleia gasta anualmente cerca de três horas de cada dia alimentando-se para satisfazer suas necessidades energéticas, aproximadamente o mesmo que os seres humanos. Se as aglomerações de presas não são suficientemente densas, ou estão localizadas em águas muito profundas, a baleia tem que gastar uma parcela maior do seu tempo à procura de alimento. As baleias-comuns também têm sido observadas circundando cardumes de peixe em alta velocidade, compactando o cardume em uma bola comprimida, e depois virando de lado antes de engolfar os peixes.

### Comportamento
A baleia-comum é um dos cetáceos mais rápidos e pode manter velocidades de até 37 quilômetros por hora, e alcançar velocidades superiores a 40 quilómetros por hora, como já foi registrado, razão pela qual essa baleia é chamada de “galgo das profundezas”. As baleias-comuns são mais gregárias que outros rorquais, e comumente vivem em grupos de 6 a 10 indivíduos, embora em áreas de alimentação seja possível observar até 100 baleias juntas.

### Vocalização
Como outras baleias, os machos dessa espécie emitem sons longos, altos e de baixa frequência. As vocalizações das baleias azul e fin produzem as mais baixas freqüências conhecidas entre os animais. A maioria dos sons são de modulação em freqüência (FM) de pulsos infra-sônicos de 16 a 40 hertz (o ouvido humano capta sons entre as faixas de 20 e 20 mil hertz). Cada som dura entre um e dois segundos, e várias combinações de sons ocorrem em seqüências de 7 a 15 minutos cada. Essas seqüências são então repetidas por vários dias. As seqüências vocais têm nível de fonte de 184 a 186 decibéis relativos a 1 micropascal (µPa) a uma distância de referência de um metro, e podem ser detectadas a centenas de quilômetros de sua fonte.
Quando os sons da baleia-comum foram gravados pela primeira vez por biólogos americanos, os pesquisadores não se deram conta de que esses sons raros, altos, longos, puros e regulares estavam sendo emitidos por baleias. Primeiro investigaram a possibilidade de que os sons eram devido ao mau funcionamento dos equipamentos, fenômenos geofísicos ou parte de um esquema da União Soviética para a detecção de submarinos. Eventualmente, biólogos determinaram que os sons eram emitidos pelas vocalizações da baleia-comum.
Associações diretas dessas vocalizações com a temporada reprodutiva da espécie e somado ao fato de somente machos emitirem esse som sugerem que essas vocalizações sejam utilizadas como possível estratégia para a reprodução. Ao longo dos últimos 100 anos, o dramático acréscimo de ruído nos oceanos, por conta de atividades de navegação, podem ter freado a recuperação da população da baleia-comum, impedindo a comunicação entre machos e fêmeas sexualmente receptivas.

## Habitat e migração

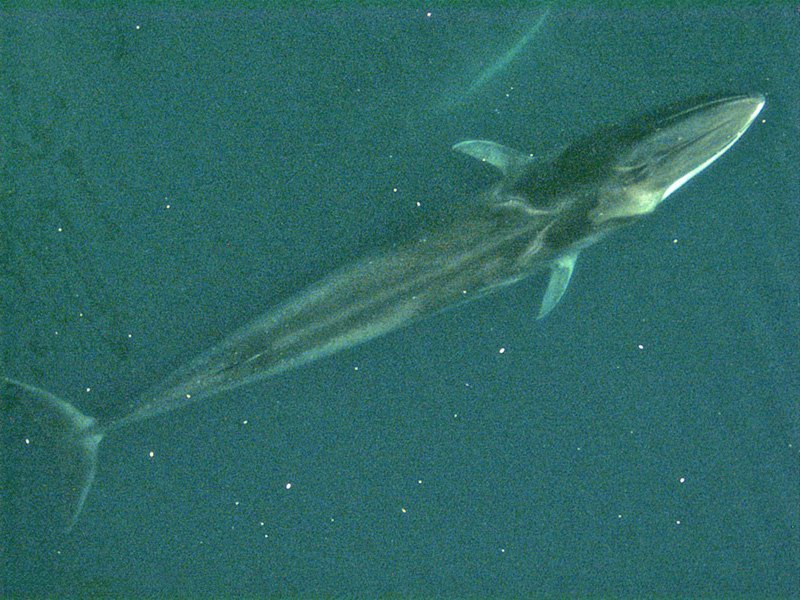
As baleias-comuns podem atingir um comprimento maior que 27 metros

Como muitos dos grandes rorquais, a baleia-comum é uma espécie cosmopolita. É encontrada em todos os principais oceanos, e em águas que variam de polares a tropicais. A espécie está ausente somente nas águas próximas aos blocos de gelo dos pólos norte e sul e áreas relativamente pequenas de águas afastadas dos grandes oceanos, como o Mar Vermelho, o Golfo Pérsico, o leste do Mar Mediterrâneo e o Mar Báltico. A maior densidade populacional ocorre em águas temperadas e frias. A menor densidade ocorre nas águas mais quentes, em regiões equatoriais. As baleias-comuns preferem águas profundas para além das plataformas continentais e águas rasas.
A baleia-comum do Atlântico Norte é amplamente distribuída, ocorrendo do Golfo do México ao Mar Mediterrâneo, em direção ao norte até os limites dos blocos de gelo do Ártico. No geral, baleias-comuns são mais abundantes no norte na latitude 30ºN aproximadamente, mas há consideráveis confusões sobre sua ocorrência ao sul dessa latitude pela dificuldade em distinguir a baleia-comum da baleia-de-bryde. Muitas pesquisas marinhas levaram pesquisadores a concluir que o local de alimentação da baleia-comum durante o verão no oeste do Atlântico Norte ocorre principalmente entre as latitudes 41º20'N e 51º00'N, contornando a costa a 1,8 mil metros desta.
A distribuição da baleia-comum no Pacífico Norte durante o verão ocorre nas imediações das águas marginais desde a Baja California (Baixa Califórnia) central ao Japão, e ao norte até o Mar de Chukchi, bordeando o Oceano Ártico. Elas ocorrem em maior densidade no norte do Golfo do Alasca e no sul do Mar de Bering entre maio e outubro, com algum movimento através das Ilhas Aleútas para dentro e fora do Mar de Bering. Muitas baleias marcadas entre novembro e janeiro no sul da Califórnia foram mortas na Califórnia central, Oregon, Colúmbia Britânica e no Golfo do Alasca. Baleias-comuns foram observadas alimentando-se nas águas do Havaí em meados de maio, e muitos avistamentos da espécie durante o inverno foram realizadas ali. Alguns pesquisadores sugerem que as baleias migram para as águas havaianas principalmente no outono e inverno.
Apesar de as baleias-comuns serem certamente migratórias, movendo-se entre as estações para dentro e fora das áreas de alimentação em altas latitudes, o padrão geral de migração dessas baleias não é bem compreendido. Leituras acústicas de escutas passivas pelo hidrofone indicam uma migração das baleias-comuns do Atlântico Norte em direção ao sul, ocorrendo durante o outono desde a região de Labrador-Terra Nova, passando pelas Bermudas, até às Índias Ocidentais. Uma ou mais populações de baleias-comuns são conhecidas por permanecer em altas latitudes, movendo-se pelas regiões costeiras, mas não em direção ao sul no fim do outono. No Pacífico, padrões de migração são difíceis de serem entendidos. Apesar de algumas baleias-comuns estarem aparentemente presentes no Golfo da Califórnia, há um aumento significante em sua população no inverno e primavera. De acordo com a época, as baleias-comuns antárticas migram de áreas de alimentação antárticas de alta latitude durante o verão para áreas de parturição e criação em baixas latitudes durante o inverno. A localização das áreas de parturição de inverno são ainda desconhecidas, já que essas baleias tendem a migrar ao oceano aberto, cujas exatas localizações têm sido difíceis de determinar.

## Abundância e tendências

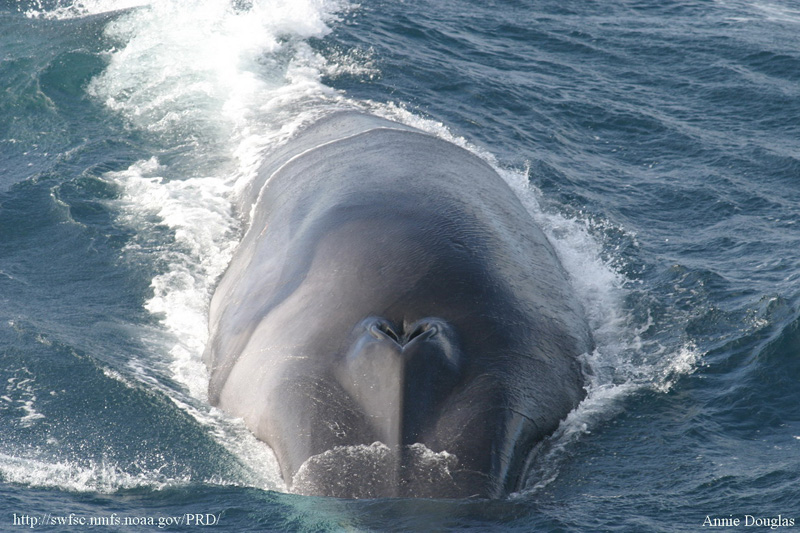
Aproximação de uma baleia-comum

A falta de entendimento do padrão migratório da baleia-comum combinado com as pesquisas de população que são geralmente contraditórias faz com que a estimativa dos níveis históricos e atuais das populações da baleia sejam difíceis e controversos. Devido a uma longa história de caça a essa baleia, os níveis de população da baleia pré-exploração são difíceis ou impossíveis de serem determinados; porém, estimativas são importantes para medir a taxa de recuperação da espécie.[carece de fontes?]

### Atlântico Norte

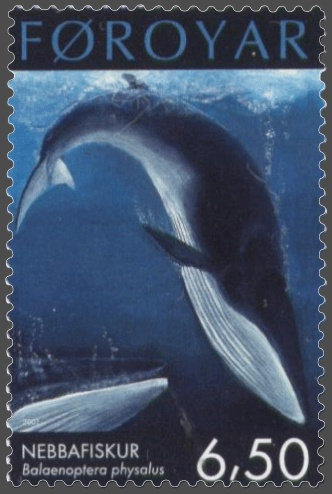
Desenho de uma baleia-comum em um selo das Ilhas Feroé, emitido em 17 de setembro de 2001

No Atlântico Norte, as baleias-comuns são definidas pela Comissão Baleeira Internacional (CBI) como existentes em uma das sete zonas de população discretas: Nova Escócia, Labrador-Terra Nova, Oeste da Groenlândia, Islândia-Leste da Groenlândia, Norte da Noruega, Leste da Noruega–Ilhas Feroé, e Ilhas Britânicas–Espanha–Portugal. Resultados de pesquisas cuja metodologia consiste em marcar os animais e depois recapturá-los indicaram que alguns movimentos atravessam os limites dessas zonas de população, sugerindo que cada zona não é inteiramente discreta e que algumas imigrações e emigrações ocorrem.
Em 1995, J. Sigurjónsson estimou que o total da população de baleias-comuns pré-exploração em todo o Atlântico Norte variava entre 50 mil e 100 mil animais, mas sua pesquisa é criticada por não conter dados que suportem sua tese ou uma explicação para seu raciocínio. Em 1997, D. E. Sergeant sugeriu um agregado “primitivo” total de 30 mil a 50 mil baleias-comuns em todo o Atlântico Norte. Desse número, cerca de 8 mil ou 9 mil residiriam nas áreas de Terra Nova e Nova Escócia, sendo que as baleias que passam o verão nas águas dos Estados Unidos ao sul de Nova Escócia presumivelmente não foram tidas totalmente em conta. J. M. Breiwick estimou que, em 1964, o componente “explorável” (acima do limite de tamanho legal de 15 metros) da população da Nova Escócia seria de 1,5 mil a 1,6 mil animais, reduzido a apenas 325 em 1973.
Duas pesquisas aéreas conduzidas em águas canadenses desde o começo dos anos 70, dando números de 79 a 926 baleias no leste da zona de Ilha de Terra Nova-Labrador em agosto de 1980, e algumas centenas no norte e na área central do Golfo de Saint Lawrence em agosto de 1995 a 1996. Estimativas do número de baleias-comuns em águas do oeste da Groenlândia durante o verão estão entre 500 e 2 mil, e em 1974, Jonsgard considerou que as baleias-comuns do oeste da Noruega e das Ilhas Feroé “seriam consideravelmente esgotadas em anos posteriores, provavelmente por sobre-exploração”.
A população ao redor da Islândia parece ter se saído muito melhor, e em 1981, a população mostrou ter diminuído apenas um pouco desde o início dos anos 60. Pesquisas desenvolvidas durante os verões de 1987 e 1989 produziram estimativas na ordem de 10 a 11 mil baleias-comuns entre o leste da Groenlândia e a Noruega. Isso mostra uma recuperação substancial quando comparada a uma pesquisa em 1976 mostrando uma estimativa de 6,9 mil baleias, que foi considerada como tendo um pequeno declive desde os níveis de 1948. Estimativas dos níveis de população nas áreas das Ilhas Britânicas–Espanha–Portugal no verão têm variado de 7,5 mil a mais de 17 mil . No total, estima-se que o agregado populacional da baleia-comum do Atlântico Norte esteja entre 40 mil e 56 mil indivíduos.

### Pacífico Norte

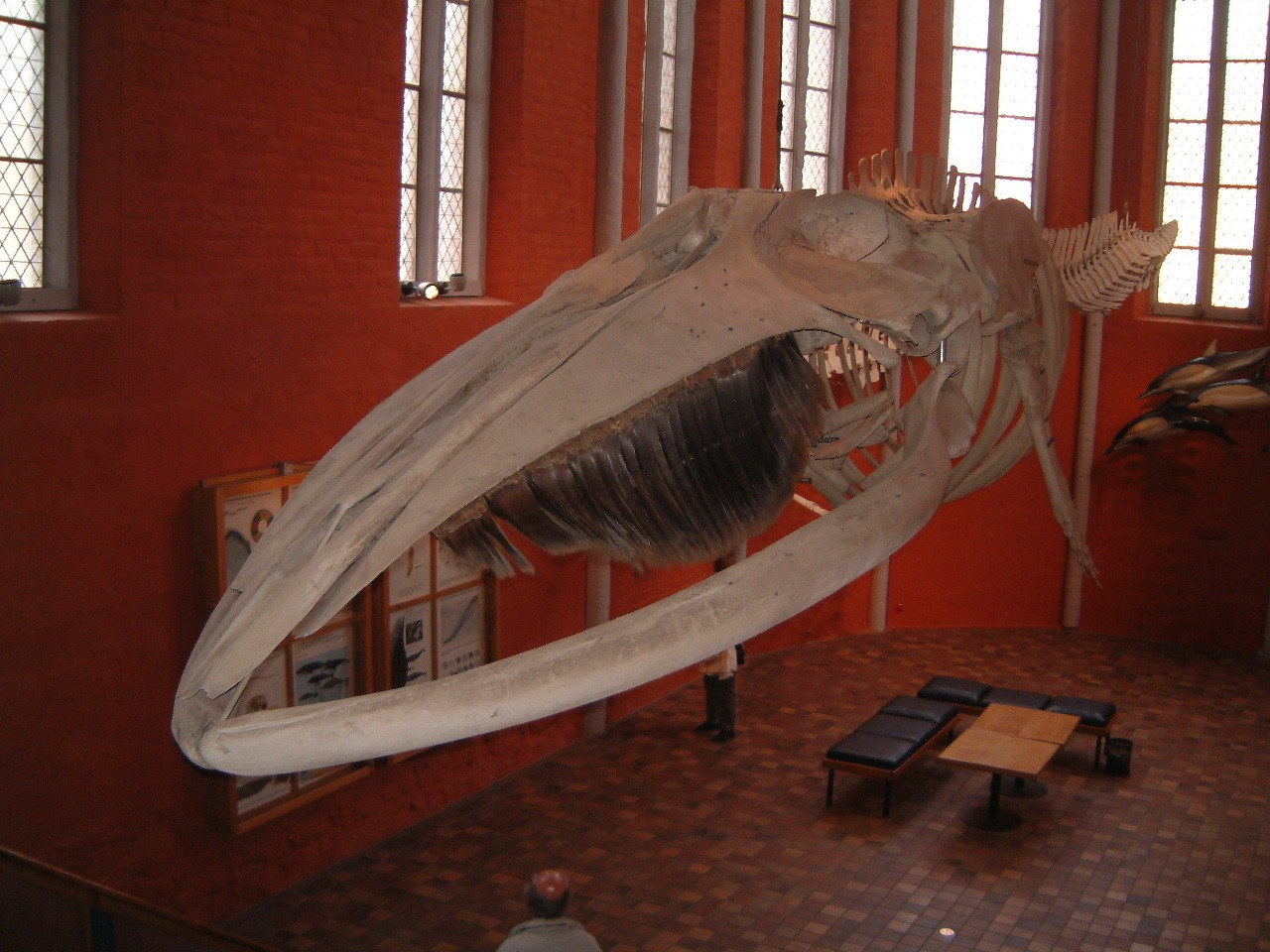
Esqueleto de uma baleia-comum

O total da população histórica do Pacífico Norte tem sido estimado em torno de 42 mil a 45 mil antes do começo da caça às baleias. Desse, a população na parte leste do Pacífico Norte seria estimada entre 25 mil e 27 mil . Em 1975, a população estimada declinou para cerca de 8 mil a 16 mil baleias. Pesquisas conduzidas em 1991, 1993, 1996 e 2001 produziram estimativas entre 1,6 mil e 3,2 mil baleias-comuns na Califórnia e 280 a 380 baleias-comuns em Oregon e Washington. O mínimo estimado para a população de Califórnia–Oregon–Washington, como definido no U.S. Pacific Marine Mammal Stock Assessments: 2005 (Avaliações do Estoque de Mamíferos Marinhos do Pacífico dos Estados Unidos: 2005) é de cerca de 2,5 mil . Pesquisas perto das Ilhas Pribilof no Mar de Bering indicaram um aumento substancial na abundância local de baleias-comuns entre 1975 e 1978 e entre 1987 e 1989. Em 1984, a população total de baleias-comuns no Pacífico Norte foi estimada em menos de 38% de sua capacidade histórica.

### Antártica
Relativamente pouco é conhecido sobre os níveis históricos de população e atuais da baleia-comum Antártica. A CBI oficialmente estima que a população de baleias-comuns Antárticas pré-caça no hemisfério sul seria de 400 mil baleias, e que a população em 1979 seria de 85,2 mil. Ambas as estimativas, histórica e atual, devem ser consideradas como estimativas pobres, pois sabe-se que a metodologia e dados usados no estudo são defeituosos. Outras estimativas citam que os níveis de população atuais não seria mais do que 5 mil baleias e possivelmente tão baixos quanto 2. mil a 3 mil baleias. Até 2006 não havia uma estimativa cientificamente aceita da população atual ou tendências em abundância.

## Interação humana
No século XIX, a baleia-comum era caçada ocasionalmente pelas embarcações de pesca, mas estava relativamente em segurança por causa de sua velocidade rápida e a preferência pelo mar aberto. Entretanto, a introdução de métodos mais modernos de pesca tornou possível matar e obter baleias-comuns e baleias-azuis em uma escala industrial. Enquanto outras espécies se tornaram sobrecaçadas, a indústria baleeira se voltou para a baleia-comum, ainda abundante, como um substituto. Foi caçada primeiramente por sua gordura, óleo, e barbas de baleia. Aproximadamente 704 mil baleias-comuns foram recolhidas na Antártica apenas em operações entre 1904 e 1975. Depois da introdução de fábricas de embarcações para caça de baleias em 1925, o número das baleias caçadas por ano aumentou substancialmente. Em 1937, apenas, mais de 28 mil baleias foram recolhidas. De 1953 a 1961, calcularam a média de aproximadamente 25 mil por ano. Em 1962, os pescadores da baleia-sei começaram a aumentar enquanto as baleias-comuns se tornaram escassas. Em 1974, menos de 1 mil baleias-comuns eram caçadas todos os anos. A CBI proibiu a retirada de baleias-comuns do hemisfério sul em 1976. No Pacífico Norte, um total relatado de aproximadamente 46 mil baleias-comuns foi morto por comerciantes entre 1947 e 1987. Foi reconhecido que a União Soviética continuou a matança ilegal de espécies protegidas de baleia no Pacífico Norte significando que a coleta dos dados relatados está incompleta. A baleia-comum obteve proteção total no comércio pela CBI no Pacífico Norte em 1976, e no Atlântico norte em 1987, à exceção de pequenos pescadores e dos pescadores para finalidades da pesquisa. Todas as populações da baleia-comum ao redor do mundo estão listadas como espécie ameaçada pelo Serviço dos Peixes e da Fauna dos Estados Unidos e pela lista vermelha da União Internacional para a Conservação da Natureza e dos Recursos Naturais, além de estar também no apêndice 1 da CITES.

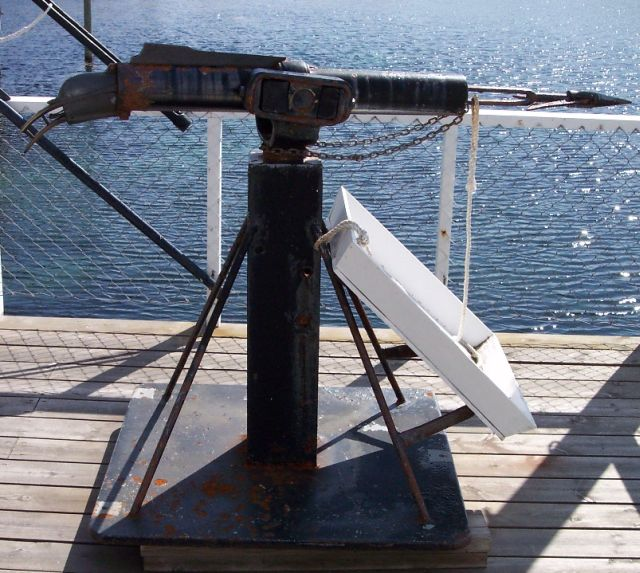
Arpão usado para caçar baleias

A baleia-comum é caçada no hemisfério do norte na Groenlândia, sob o procedimento da CBI, para pesca de subsistência. Carne e outros produtos das baleias mortas nestas caças são extensamente introduzidos no mercado dentro da economia da Groenlândia, mas sua exportação é ilegal. A CBI atribui uma quota de 19 baleias-comuns por ano para a Groenlândia apesar de preocupações sobre a incerteza dos níveis atuais da população. A Islândia e a Noruega não são limitadas pela moratória do CBI na pesca de baleias comercial pois ambos os países arquivaram objeções à moratória. Em outubro de 2006, o ministro de pesca da Islândia autorizou a caça de nove baleias-comuns até agosto de 2007. No hemisfério sul, o Japão colocou as baleias-comuns no programa especial da Antártica de pesca de baleias, tendo licença para as estações de 2005-2006 e 2006-2007 em 10 baleias mortas por ano. A proposta para 2007-2008 e as 12 estações subseqüentes incluíam 50 baleias-comuns por ano, mas por causa do fechamento da estação 2007-2008 em abril de 2008, as baleias-comuns não poderão ser caçadas.
As colisões com navios são uma causa importante adicional na mortalidade da baleia-comum. Em algumas áreas, isso representa uma porção substancial dos encalhamentos de grandes baleias. Os ferimentos mais letais e sérios são causados pelos navios grandes, em movimentos rápidos ou ao se aproximarem da plataforma continental.

## No Brasil
A baleia-comum raramente é vista no litoral brasileiro, embora vários relatos de avistamentos dessa espécie tenham sido noticiados, principalmente no estado de Santa Catarina, em que o clima, subtropical, favorece o aparecimento da baleia-comum durante a época migratória. Encalhamentos na costa brasileira, porém, não são tão raros.
No Brasil, a caça de qualquer espécie de baleia é proibida por tratados internacionais, dos quais o país aparece como signatário.
No Museu de Pesca, localizado em Santos, estado de São Paulo, existe um esqueleto de baleia-comum que encalhou na praia do município de Peruíbe em 1942. Pesando 7 toneladas, essa ossada apresenta 23 metros de comprimento.
Em agosto de 2003 foi encontrada, encalhada numa praia do município de Jaguaruna, Santa Catarina, uma baleia-comum. O animal, bastante raro na região, tinha 9,2 metros de comprimento.
Em 21 de setembro de 2021 uma baleia-comum macho encalhou na praia grande da Ilha do Mel, em Paranaguá, Paraná. Com quase 20 metros de comprimento a baleia foi encontrada em estado de decomposição avançado.